# Монтекальво-ін-Фолья
Монтекальво-ін-Фолья (італ. Montecalvo in Foglia) — муніципалітет в Італії, у регіоні Марке,  провінція Пезаро і Урбіно.
Монтекальво-ін-Фолья розташоване на відстані близько 220 км на північ від Рима, 75 км на захід від Анкони, 25 км на південний захід від Пезаро, 11 км на північ від Урбіно.
Населення — 2727 осіб (2014).
Щорічний фестиваль відбувається 6 грудня. Покровитель — святий Миколай.

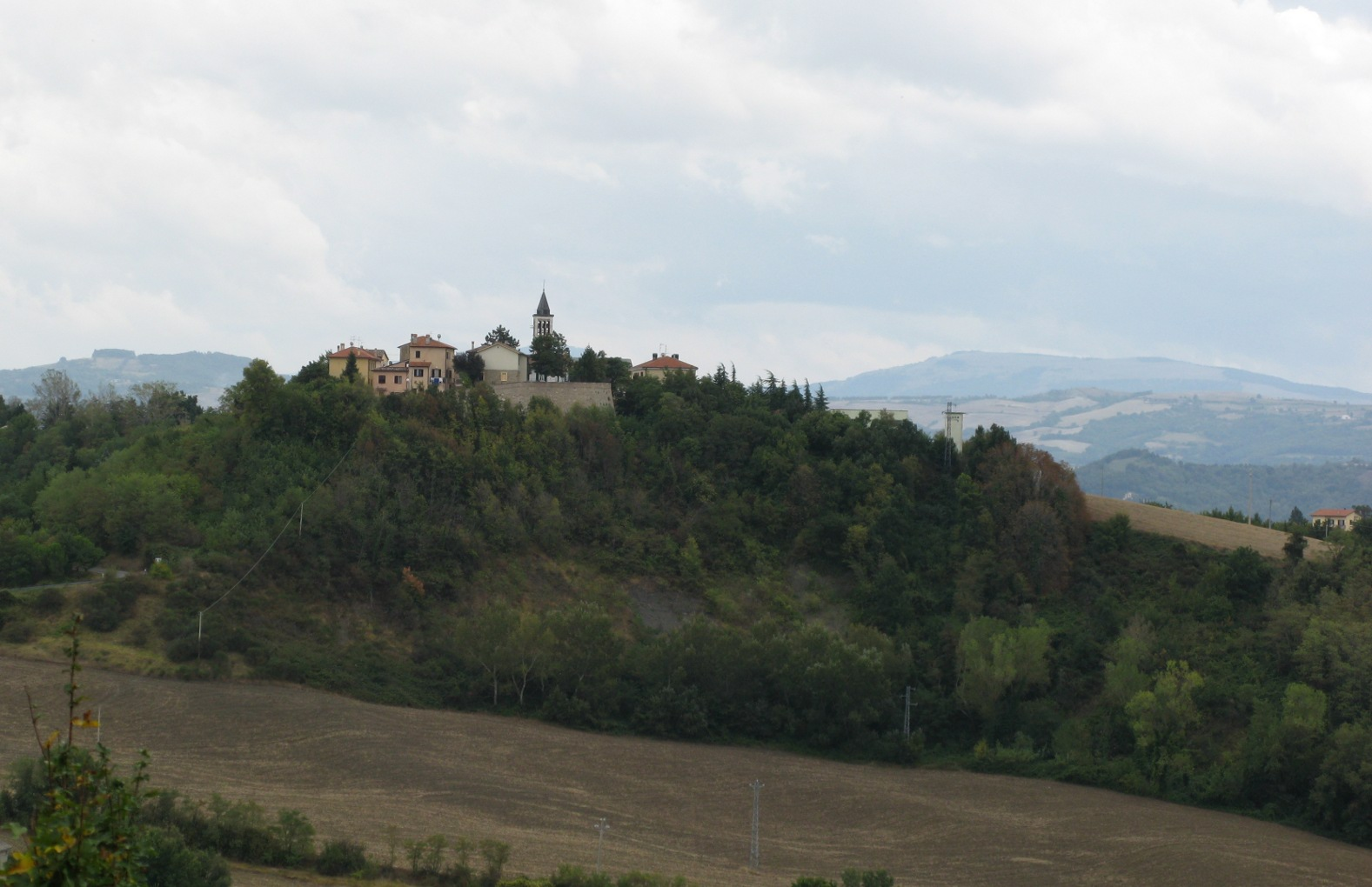
Montecalvo in Foglia

## Демографія
Населення за роками:

Станом на 1 січня 2023 року в муніципалітеті офіційно проживало 227 іноземців з 32 країн, серед них 18 громадян країн Євросоюзу та 9 громадян України.

## Сусідні муніципалітети
- Валлефолья
- Мондаїно
- Тавуллія
- Урбіно